# Lübecker Rat 1798
Der Rat der Freien und Hansestadt Lübeck als Kabinett im Jahr 1798, dem Publikationsjahr des ersten Lübecker Adressbuchs, mit Amtszeiten und den berufsständischen Korporationen seiner Mitglieder. 

## Bürgermeister
- Hermann Georg Bünekau, seit 1778, Ratsherr seit 1761, Jurist
- Hermann Diedrich Krohn, seit 1786, Ratsherr seit 1773, Jurist
- Georg Blohm, seit 1792, Ratsherr seit 1773, Bergenfahrer
- Gabriel Christian Lembke, seit 1794, Ratsherr seit 1778, Jurist

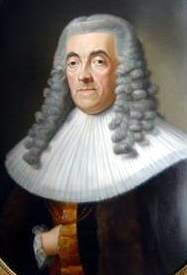
Gabriel Christian Lembke in Amtsrobe

## Ratsherren
- Christian von Brömbsen seit 1777, Zirkelgesellschaft
- Hermann Heinrich Voeg seit 1777, Novgorodfahrer
- Johann Georg Böhme seit 1780, Schonenfahrer
- Dietrich Gottfried Lamprecht seit 1781, Jurist, gestorben 1798
- Johann Philipp Plessing seit 1782, Schonenfahrer
- Hermann Bilderbeck seit 1783, Kaufleutekompagnie, gestorben 1798
- Johann Caspar Lindenberg seit 1786
- im Adressbuch geführt: Gotthard Heinrich Green aber nach Drucklegung des Adressbuchs noch im November 1797 verstorben
- Mattheus Rodde seit 1789
- Nicolaus Jacob Keusch seit 1790, Schonenfahrer
- Carl Gottfried Wildtfanck seit 1790, Rigafahrer
- Carl Abraham Gütschow seit 1792, Ältermann der Schonenfahrer, gestorben 1798
- Johann Matthaeus Tesdorpf seit 1794, Jurist
- Peter Wilcken seit 1795, Kaufleutekompagnie
- Nicolaus Binder, seit 1795, Jurist
- Stephan Hinrich Behncke seit 1797, Bergenfahrer
- Georg Wilhelm Müller seit 1798, Schonenfahrer
- Friedrich Nölting seit 1798, Schonenfahrer
- Peter Hinrich Tesdorpf seit 1798, Kaufleutekompagnie

## Syndici
- Carl Henrich Dreyer, seit 1753
- Hermann Adolph Wilcken, seit 1784

## Ratssekretäre
Die Ratssekretäre gehörte dem Rat nicht an, setzten jedoch seine Entscheidungen maßgeblich um. Auch das Lübeckische Adressbuch erwähnt sie deshalb im Zusammenhang.
- Nicolaus Henricus Evers, Protonotar seit 1790, Ratssekretär seit 1765
- Adolph Friedrich Dehns, Ratssekretär seit 1769
- Johann Nicolaus Bünekau, Ratssekretär seit 1790
- Christian Heinrich Lembke, Registrator seit 1796